# Christophe Bonduelle
Christophe Bonduelle, né en 1959, est un homme d'affaires français. Il est président de Bonduelle. 

## Jeunesse
Christophe Bonduelle est né le 14 décembre 1959 à Renescure,. Son père, Félix Bonduelle, était directeur commercial de Bonduelle. Sa mère était Bernadette Lemesre. Il a deux frères, Benoît et Marc, et deux sœurs, Véronique et Charlotte. Louis Bonduelle-Dalle, son arrière-arrière-arrière-grand-père paternel, a fondé Bonduelle avec Louis Lesaffre-Roussel en 1853. 
Christophe Bonduelle est diplômé de l'École des hautes études commerciales du Nord en 1982. 
Bonduelle rejoint l'entreprise familiale Bonduelle en 1985. Il était le directeur de son usine à Beauvais. Il ouvre ensuite des succursales en Espagne et au Portugal. Il en est président depuis 2001 et chef de la direction depuis 2005 ,,. Il a créé la Fondation Louis-Bonduelle pour promouvoir la consommation de légumes en 2005. En 2010, il a ouvert une usine au Brésil. 
Bonduelle siège au conseil d'administration de l'Association nationale des industries alimentaires (ANIA) depuis 2005. Il a reçu en 2011 le prix « Chaptal 2011 de l'industrie » de la Société de gestion pour l'industrie nationale. Il siège à l'Assemblée générale de l'École des hautes études commerciales du Nord. 
En 2019, il avait une fortune estimée à 521 millions d'euros.

## Vie privée
Bonduelle est marié à Isabelle Simon. Ils ont quatre enfants.